# Muckle Flugga

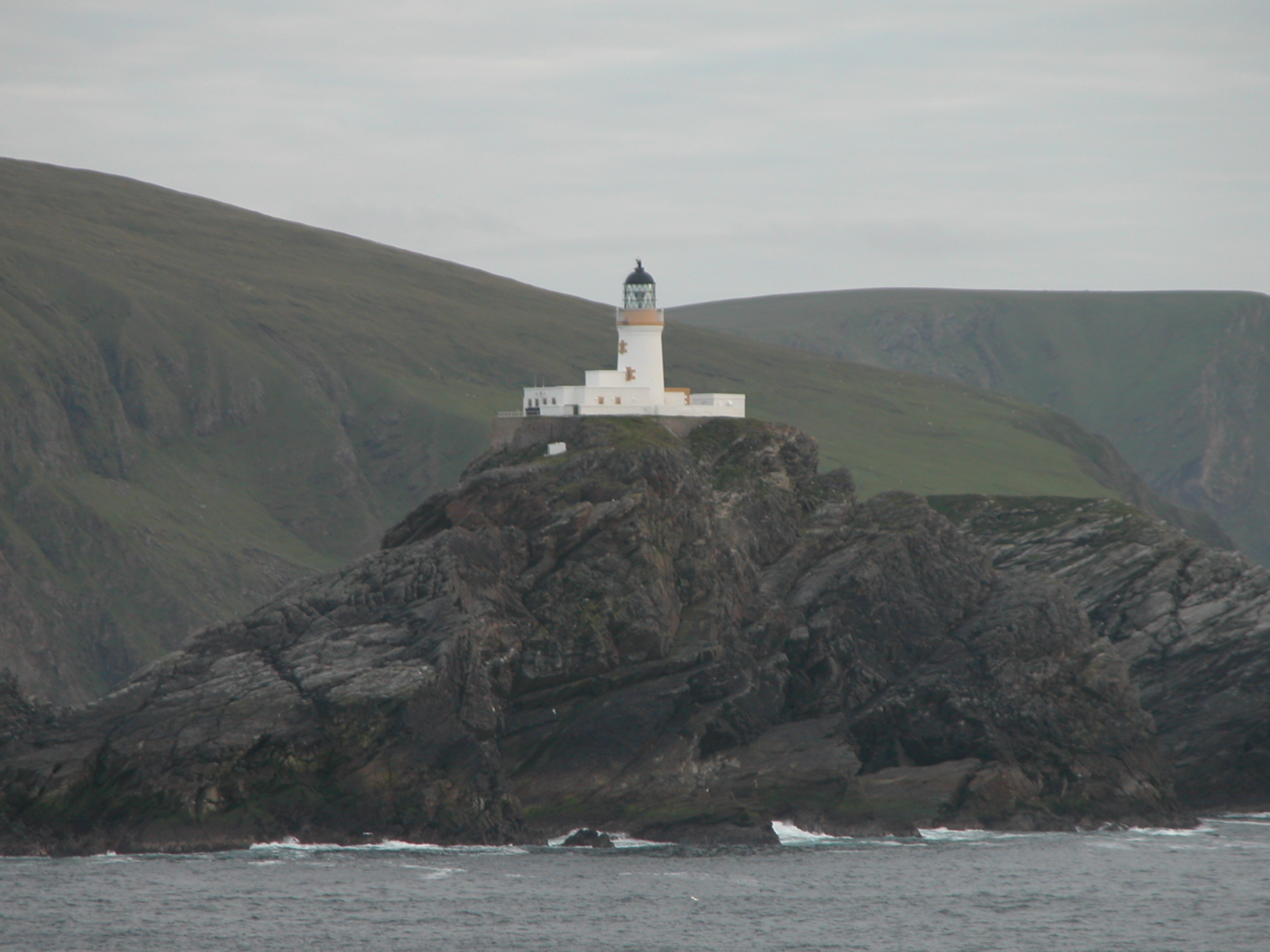
Zicht op Muckle Flugga.

Muckle Flugga is een klein rotsig eilandje ten noorden van Unst dat behoort tot de Shetlandeilanden, in Schotland. Het wordt vaak het noordelijkste punt van het Verenigd Koninkrijk genoemd, maar het kleinere rotseiland Out Stack ligt eigenlijk nog net iets noordelijker. Het is lange tijd wel het meest noordelijke bewoonde eiland geweest. Maar dat is tegenwoordig ook niet meer het geval nadat de vuurtoren werd geautomatiseerd en de laatste bewoners het eiland hebben verlaten.
De naam van het eiland stamt uit het Oudnoors, Mikla Flugey betekent "Groot steil-eiland". De eerste naam was "North Unst", maar in 1964 werd dat veranderd in "Muckle Flugga".
Volgens de plaatselijke mythologie zijn Muckle Flugga en het nabije Out Stack ontstaan nadat twee reuzen, Herma en Saxa, verliefd werden op dezelfde zeemeermin. Ze vochten om haar en gooiden daarbij grote rotsen naar elkaar, een van die rotsen werd Muckle Flugga. Om van de reuzen af te geraken stelde de zeemeermin voor om haar te volgen naar de noordpool om daar met haar te trouwen. Allebei volgden ze haar en verdronken doordat geen van beide kon zwemmen.

## Vuurtoren
Op Muckle Flugga bevindt zich de Muckle Flugga Lighthouse, in 1854 gebouwd door Thomas en David Stevenson. Oorspronkelijk was de vuurtoren bedoeld om schepen te behoeden voor onheil. Tijdens de Krimoorlog werd de vuurtoren voor het eerst ontstoken op 1 januari 1858. Er leiden 103 treden naar de noordelijkste vuurtoren van Groot-Brittannië. In maart 1995 werd de vuurtoren volledig geautomatiseerd.

## Referentie
1. ↑   - Geschiedenis van Muckle Flugga